# Igreja de São João na Porta Latina
San Giovanni a Porta Latina' ou São João na Porta Latina é uma igreja titular e basílica menor de Roma, Itália, localizada perto da Porta Latina (na Via Latina) da Muralha Aureliana, no rione Célio. 

## História
De acordo com Tertuliano, citado por Jerônimo, em 92, São João Evangelista foi condenado à morte pelo imperador romano Domiciano e foi submergido em óleo quente. Porém, ele sobreviveu e emergiu ileso, sendo depois disto exilado para a ilha de Patmos. Segundo a tradição, este evento teria ocorrido na Porta Latina, na parte sul da Muralha Aureliana. Segundo a lenda, a capela de San Giovanni in Oleo, ali próxima, foi construída sobre o local exato do milagre. O evento foi consagrado no Martirológio Romano, que começou a ser editado no século VII, quando já havia inclusive uma festa celebrando o evento, que permaneceu no Calendário Romano até 1960, quando o papa João XXIII removeu a maior parte das festas de santos que tinham mais de uma.
A tradição sobre a construção da basílica data o evento no pontificado do papa Gelásio I (r. 492–496), o que é consistente com as mais antigas telhas encontradas no edifício, que trazem impressos um selo fiscal do rei ostrogodo e monarca da Itália Teodorico, o Grande (r. 493–526). Uma delas está agora sendo utilizada como um atril.
No século VIII, a basílica foi reformada pelo papa Adriano I e, em seguida, ganhou um campanário e um pórtico. No final do século XII, ela foi reconsagrada pelo papa Celestino III. Nos séculos XVI e XVII, um teto barroco e outros elementos barrocos foram acrescentados ao interior. Entre 1940 e 1941, toda decoração barroca foi removida e a basílica voltou à sua simplicidade mais primitiva. Esta última renovação foi conduzida pelos padres rosminianos que, em 1938, foram encarregados da basílica e do edifício vizinho, onde instalaram o novo Collegio Missionario Antonio Rosmini, que abriga a Casa de Estudos Internacional da ordem.

## Descrição
A entrada principal do edifício está de frente para um pequena praça onde está um cedro centenário e um poço do século VIII, uma reprodução bastante fiel do aspecto que ela teria tido quando foi reconsagrada por Celestino III no século XII. O pórtico está assentado sobre quatro colunas clássicas reaproveitadas (cada uma de um tipo de mármore diferente) e formando cinco arcos. A porta principal está emoldurada por um mosaico simples de pórfiro vermelho e verde.
O poço, da época do papa Adriano I, tem está decorado por um desenho de duas linhas à volta e traz uma inscrição em latim por toda a borda:
IN NOMINE PAT[RIS] ET FILII ET SPI[RITUS SANT]I — "Em nome do Pai, do Filho e do Espírito Santo"
OMN[E]S SITIE[NTES VENITE AD AQUAS] — "Ah! todos vós os que tendes sede, vinde às águas" (Isaías 55:1)
EGO STEFANUS — "Eu, Estêvão", uma referência ao mestre escultor.
O interior da Basílica está dividido em três nave separadas por duas colunas sobre as quais estão assentados arcos semi-circulares. As duas colunas mais próximas ao santuário são de mármore branco profundamente canelado. As outras são de vários tipos de mármore e granito e todas ostentam capitéis jônicos. A nave central termina numa abside meio-hexagonal cujos três lados estão abertos por grandes janelas de ônix cor de mel.
Sobre a borda da janela central está esculpida em madeira uma cena da crucificação mostrando São João Evangelista e a Virgem Maria. Em frente ao altar está um piso em mosaico cosmatesco. O padrão geométrico de pórfiro verde e vermelho está emoldurado por mármore branco — que também acredita-se serem fragmentos reutilizados, alguns com letras de inscrições — criado antes do século XII. Esculpido na parte vertical do primeiro degrau do altar está o titulus da basílica, de origem muito antiga, descoberto durante a reforma de 1940:
TIT. S. IOANNIS ANTE PORTAM LA[TINAM]
Entre 1913 e 1915, afrescos recém descobertos foram restaurados sobre o altar-mor. Depois disto, outra busca ao longo da face da nave central revelaram a presença de um ciclo completo de afrescos medievais, totalmente restaurados na reforma de 1940 e 1941. Eles representam episódios do Antigo e do Novo Testamento, da criação do mundo até o glorioso apocalipse da Nova Jerusalém. Eles são obra de diversos artistas dirigidos por um único mestre.

## Galeria

Imagens da igreja
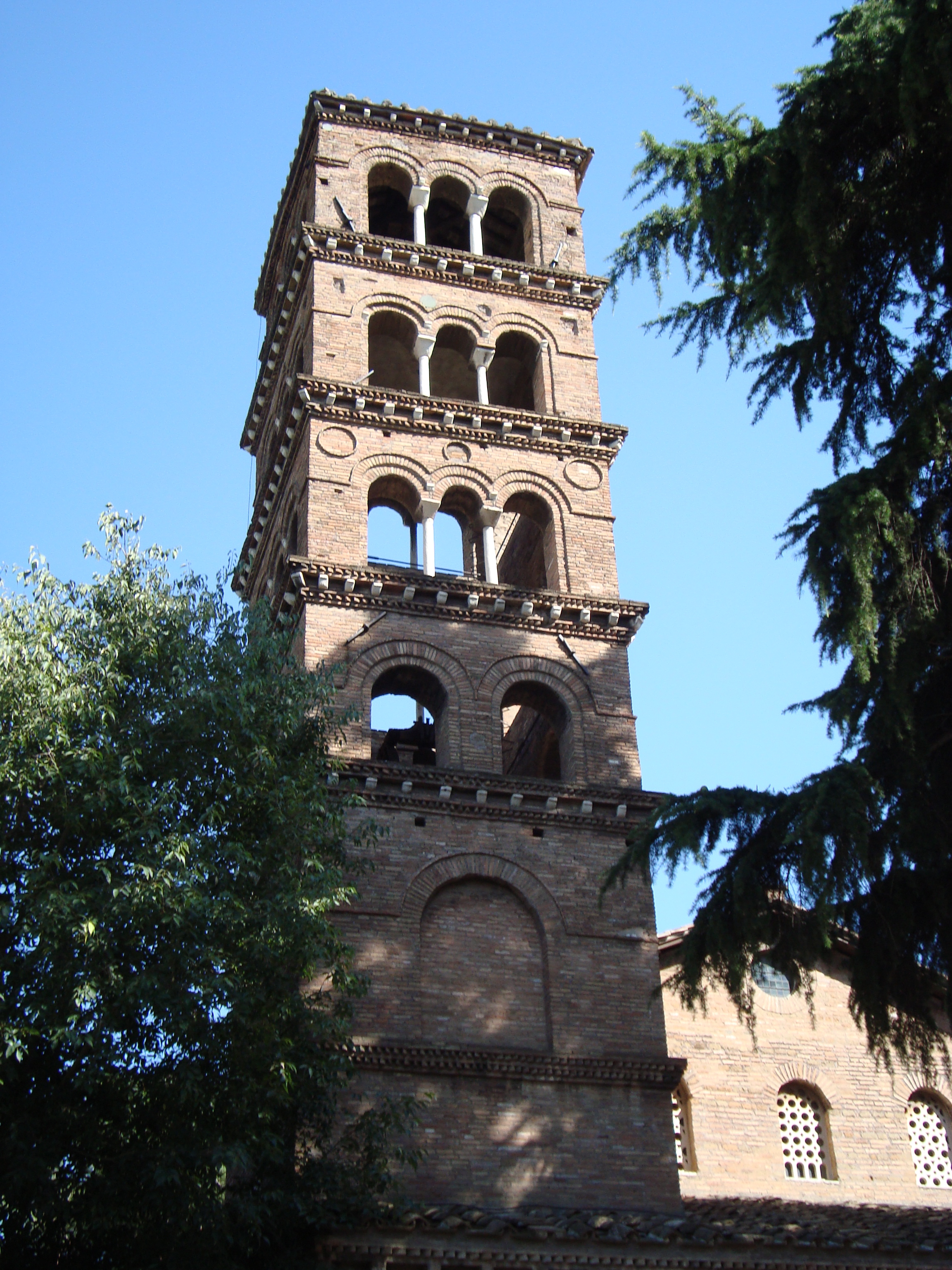
Campanário
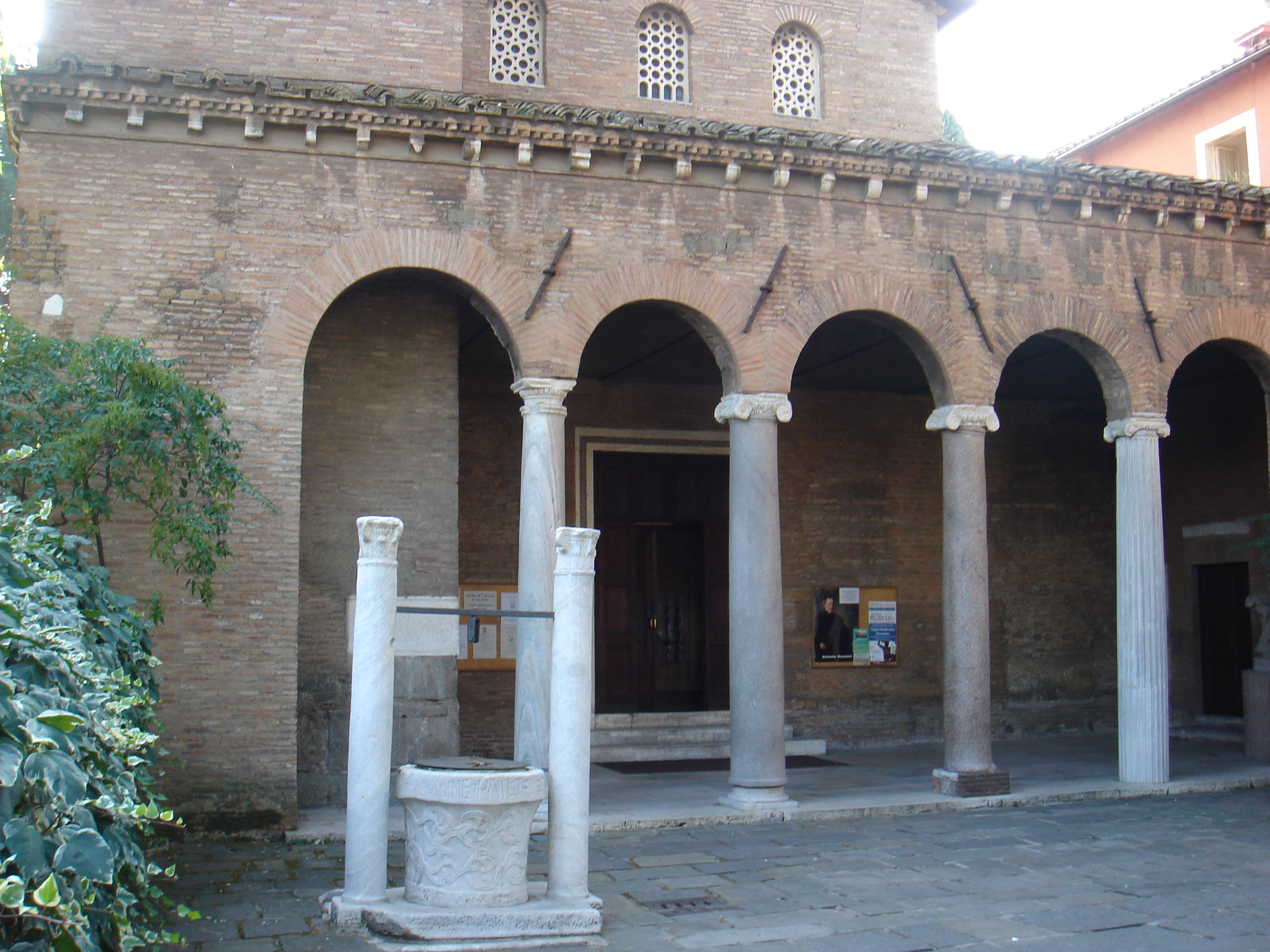
Poço
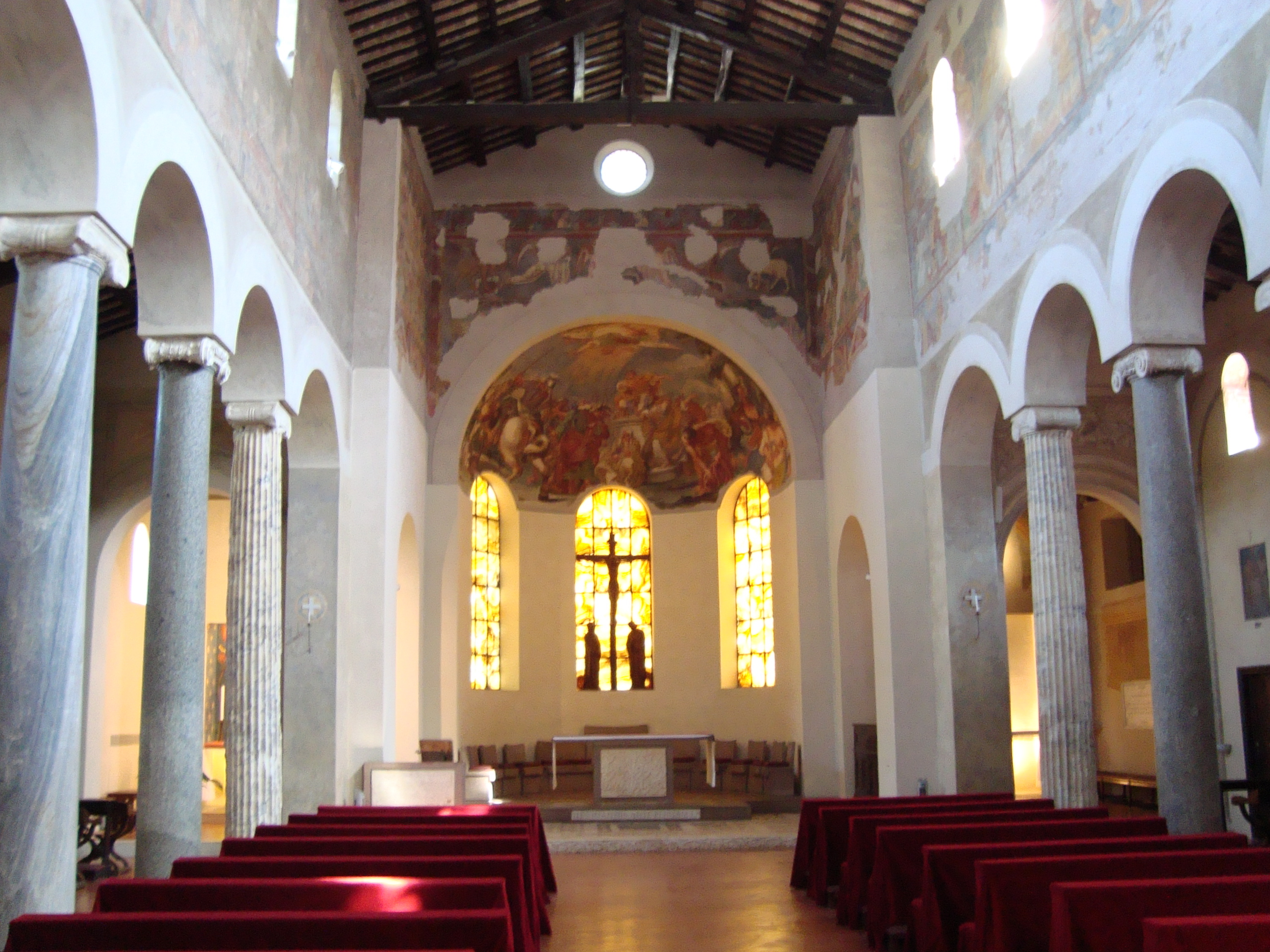
Vista do interior
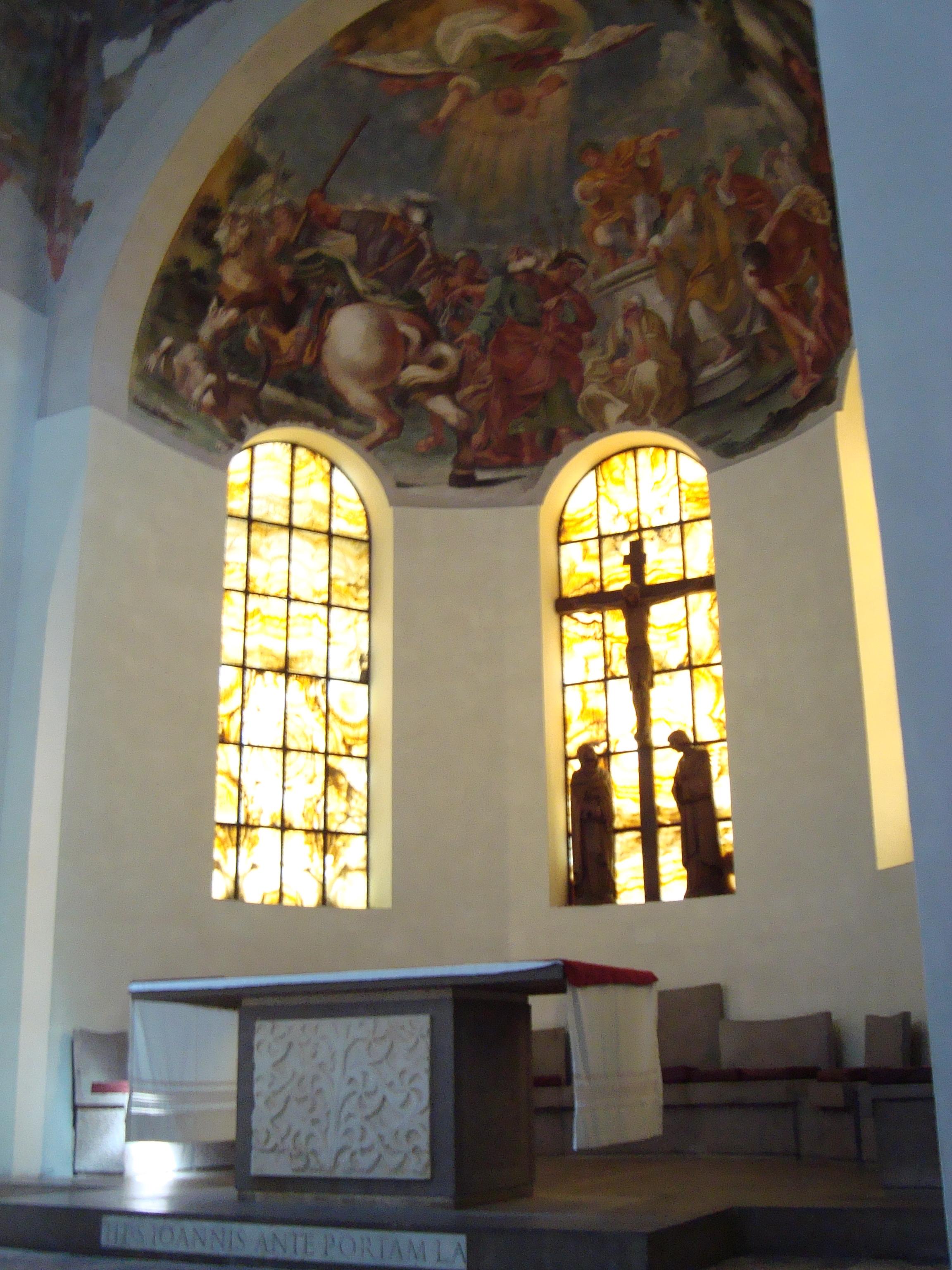
Abside e o altar-mor
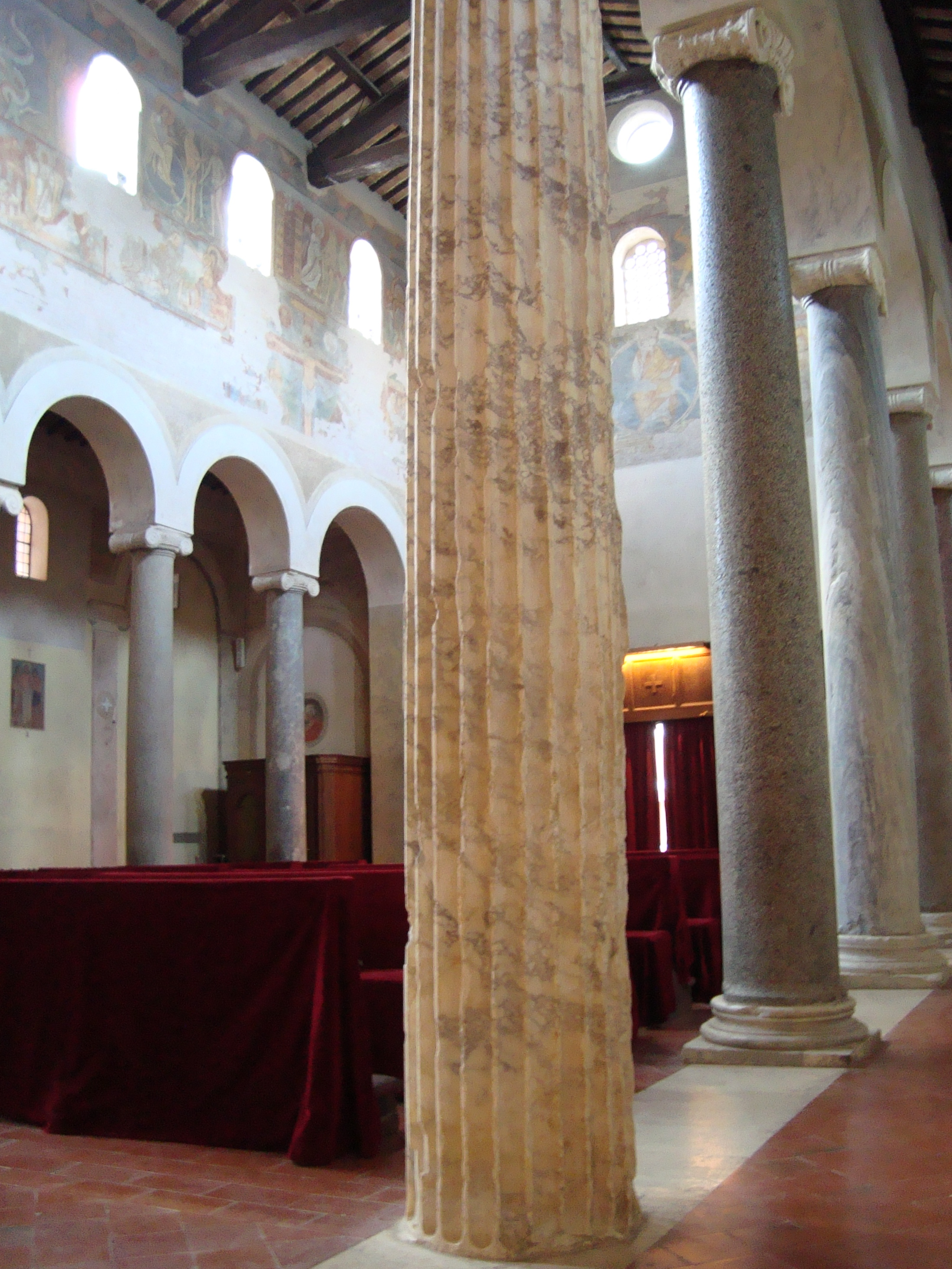
Colunas reaproveitadas
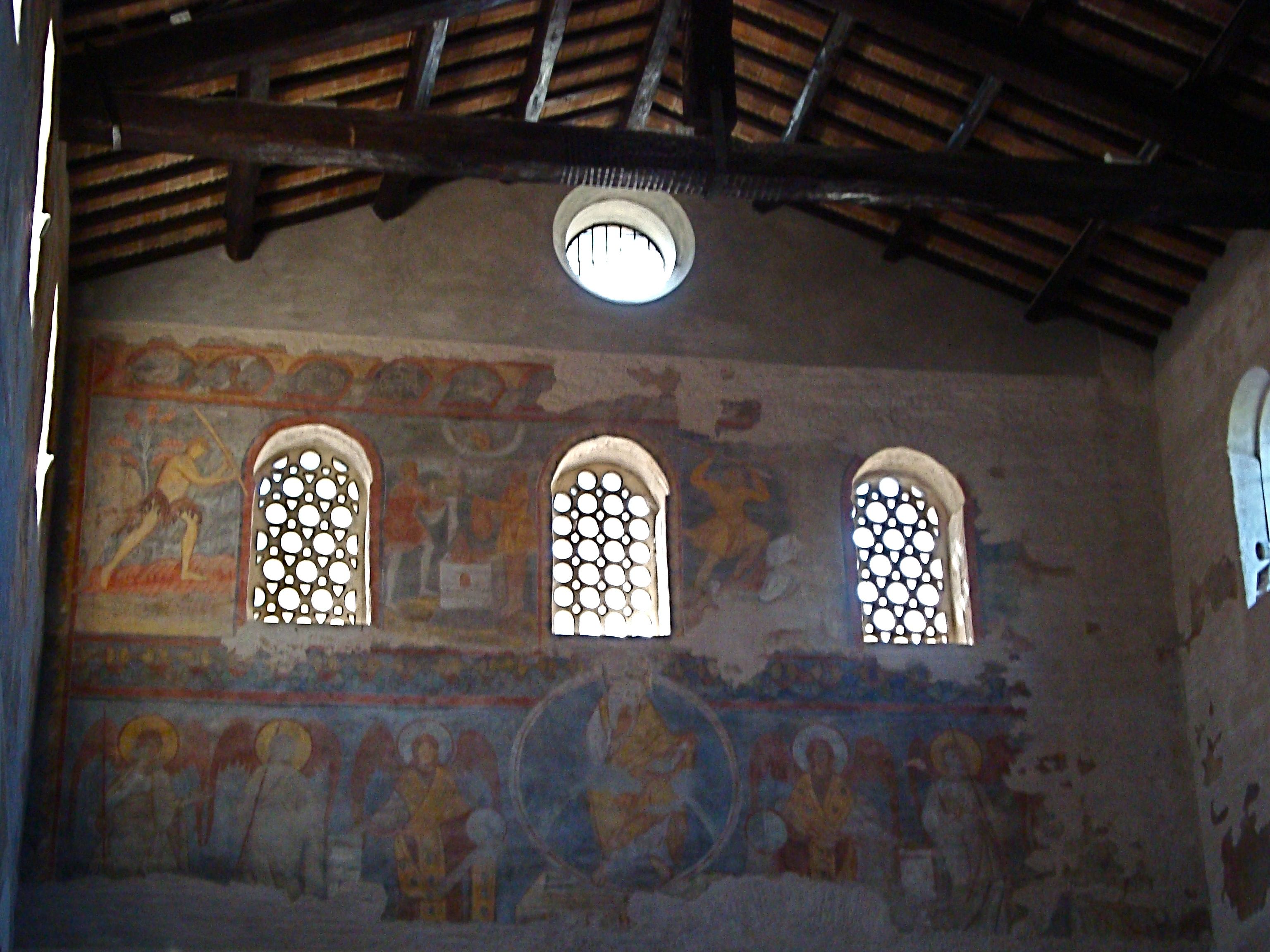
Afrescos medievais no nártex